# Šimon Ennius
Šimon Ennius, původním jménem Šimon Konvos, uváděno též jako Cumvos (1520, Klatovy – 20. únor 1561, Klatovy) byl český spisovatel éry humanismu. Psal latinsky. Byl protestantské orientace.
Narodil se v rodině zámožného měšťana (sladovníka). V roce 1544 se stal bakalářem na pražské univerzitě, a pak se věnoval pedagogické a literární činnosti. Byl členem básnické skupiny Jana Hodějovského. Působil jako správce a učitel na školách v Rakovníku, Vysokém Mýtu, Collinově soukromé škole v Praze a v Prostějově. Nějaký čas patrně působil i ve Vídni. Roku 1551 se vrátil do rodných Klatov, kde se bohatě oženil a čekal ho společenský vzestup. Od roku 1553 byl členem klatovské městské rady. V roce 1554 získal šlechtický titul a přídomek z Fenixfeldu.
Napsal několik veršovaných skladeb latinských, také na biblické náměty. Známý je jeho básnický popis Olomouce (Breve encomium Olomucii). Přeložil Kroniky anglického autora Roberta Barnese (vyšlo pod názvem Kronyky a životuov sepsání najvrchnějších biskupuov římských, jináč papežuov). V pozdějších letech především překládal protestantskou literaturu soustřeďující se na polemiku s katolicismem.